# 布雷特·吉尔曼
布雷特·克利福德·格尔曼（Brett Clifford Gelman；1976年10月6日—）是一个美国男演员和喜剧演员。 其最為人熟知的作品為Netflix《怪奇物語》中的Murray Bauman和BBC黑色幽默連續劇《邋遢女郎》中的Martin。

## 早年生活
吉尔曼在伊利诺斯的海兰帕克被抚养成人。吉尔曼的父亲是一名照片推销员。他被作為犹太人抚养成人，有一个语言病理学家妹妹。
吉尔曼毕业于海兰帕克高中。他毕业于北卡罗莱纳大学艺术学院，在那里他接受了经典的剧院培训。

## 职业生涯
大学毕业后，吉尔曼与同学，演员乔恩·戴利搬到纽约。在纽约的时候，吉尔曼在正直的公民旅剧院定期演出。
他在Adult Swim动作喜剧片《Eagleheart》中饰演布雷特·莫布里，在NBC情景喜剧《生活向前冲》饰演K先生，並在喜劇中心的《流金岁月》出演哈米什一角，同時於FX喜剧《已婚》中扮演A.J。他目前正在英国广播公司电视三台上映的喜剧《伦敦生活》客串马丁一角，他也曾在《双峰》和《創造歷史》中登场。

## 外部連結
- 布雷特·吉爾曼在網際網路電影資料庫（IMDb）上的資料
- 布雷特·吉爾曼在Enjoy Movie上的電影作品列表 （页面存档备份，存于）